# Middle Creek Cay
Middle Creek Cay est une des îles Caïcos dans le territoire des îles Turks-et-Caïcos.